# Christmas Tree (canción de V)
"Christmas Tree" es una canción grabada por el cantante surcoreano V de BTS, para la banda sonora de la serie de televisión surcoreana Aquel año nuestro, también conocida por su título en inglés, Our Beloved Summer. Fue estrenada el 24 de diciembre de 2021 por Most Contents.

## Listado de pistas
Descarga/transmisión digital
1. "Christmas Tree" - 3:30
2. "Christmas Tree" (instrumental) - 3:30

## Historial de versiones
| Región | Fecha                   | Formato | Etiqueta                     |
| ------ | ----------------------- | ------- | ---------------------------- |
| Varios | 24 de diciembre de 2021 |         | La mayoría de los contenidos |